# Amt Dorf Mecklenburg-Bad Kleinen
Het Amt Dorf Mecklenburg-Bad Kleinen is een samenwerkingsverband van 9 gemeenten in het  Landkreis Nordwestmecklenburg in de Duitse deelstaat Mecklenburg-Voor-Pommeren. Het Amt telt 13.992 inwoners. Het bestuurscentrum bevindt zich in  Dorf Mecklenburg.

## Gemeenten
1. Bad Kleinen (3.753)
2. Barnekow (600)
3. Bobitz (2.478)
4. Dorf Mecklenburg * (3.162)
5. Groß Stieten (548)
6. Hohen Viecheln (634)
7. Lübow (1.593)
8. Metelsdorf (486)
9. Ventschow (738)